# Kołomyja (gmina)
Kołomyja (1941–44 Kolomea) – dawna gmina wiejska w powiecie kołomyjskim województwa stanisławowskiego II Rzeczypospolitej. Siedzibą gminy było miasto Kołomyja, które stanowiło osobną gminę miejską.
Gminę utworzono 1 sierpnia 1934 r. w ramach reformy na podstawie ustawy scaleniowej z dotychczasowych gmin wiejskich: Ceniawa, Diatkowce, Dobrowódka, Gody, Kamionki Małe, Kornicz, Korolówka, Oskrzesińce, Piadyki i Turka. Diatkowce stanowiły eksklawę gminy Kołomyja, jako jedyna położoną na zachód od miasta.
Po II wojnie światowej obszar gminy znalazł się w ZSRR.